# Ватикански музеи
Ватиканските музеи (на италиански: Musei Vaticani) са обществени музеи във Ватикана. През 2013 г. са осмите най-посещавани музеи в света с близо 5,5 млн. посетители. 
Папа Юлий II основава музеите през 16 век. Това изключително културно и историческо богатство, собственост само на 80 души, наброява 11 музея с 5 галерии и 1400 зали. Сикстинската капела и Стаите на Рафаело са задължителните спирки при обиколката на Ватиканските музеи.

## Началото
Началото е поставено с мраморна статуя, закупена преди 500 години. Скулптурата Лакоон и синовете му – свещеникът, който според древногръцката митология се опитал да убеди жителите на Троя да не приемат гръцкия „подарък“ – Троянския кон, е открита на 14 януари 1506 г. в лозе в Рим. Папа Юлий II изпраща Джилиано да Сангало и Микеланджело, които работели за Ватикана да проверят откритието. По тяхна препоръка папата закупил скулптурата и я изложил един месец по-късно.

## Пинакотека
Пинакотеката (картинната галерия) на музея има картини на такива художници като Микеланджело, Рафаело и Фра Анджелико.

## Скулптурни музеи

### Пио-Климентов музей
Папа Климент XIV основава музея през 1771 г., като е съдържал основно ренесансови и антични изработки. Колекцията е увеличена при Пий VI. Днес музеят има гръцки и римски скулптури.
Галериите са:
- Зала на Гръцкия кръст (Sala in Crux Griega), в който се помещават саркофазите на Константина и Света Елена - дъщерята и майката на император Константин
- Зала „Ротонда“ (Sala Rotonda) с редица древни мозайки и статуи
- Галерия на статуите
- Галерия на бюстовете
- Галерия с маски: името идва от мозайките на пода на галерията, открити във Вила Адриана, които представят различни маски; има и редица скулптури, най-известната от които е Трите грации
- Галерия на музите: показани са гръцки скулптури, между които на Аполон и 9-те музи.
- Галерия с животни.

### Музей „Киарамонти“
Името му идва от папа Пий VII Киарамонти, който го открива в началото на 17 век. Музеят се състои от голяма куполна зала, в която са изложени редица статуи, саркофази и фризове. Новата галерия има важни статуи като тази на Август и Река Нил. Галерия Лапидария е част от музея Киарамонти, която има повече от 3000 каменни плочи и надписи, което представлява най-голямата колекция от този тип в света. Но тя е отворена само след специално разрешение, обикновено за обучение.

### Грегориански етруски музей
Открит от папа Григорий XIII през 1837 г.. Този музей има осем зали с важни етруски археологически находки.

### Грегориански египетски музей
Този музей има голяма колекция от древноегипетси находки като папируси, мумии и прочутата Книга на мъртвите.

## Забележителности
- Сикстинска капела
- картини на Караваджо, включително Свалянето на Христос от кръста (1602 – 1603)
- Портрет на св. Джером на Леонардо да Винчи
- картини на художниците Фра Анджелико, Джото, Рафаело, Никола Пусен и Тициан
- папски трон от червен мрамор, който е бил в базиликата Сан Джовани ин Латерано
- древноримски скулптури, надгробни плочи и надписи
- колекция от творби на Рафаело включително шедьовъра Атинската школа
- галерия на картите: с топографски карти на цяла Италия и земите, притежавани от Църквата по времето на Папа Григорий XIII; разположена е западната страна на Двора Белведере. Дълга е 120 метра.